# Susan Sarandon
Susan Abigail Tomalin Embaixador(a) da boa vontade da FAO (Nova Iorque, 4 de outubro de 1946), mais conhecida como Susan Sarandon, é uma ativista e atriz norte-americana, que, por sua versatilidade, recebeu inúmeros reconhecimentos e prêmios, tais como o Oscar, BAFTA e Screen Actors Guild, além de indicações a seis Emmy do Primetime, ao Daytime Emmy e nove Globos de Ouro. Em 2002, ela foi homenageada com uma estrela na Calçada da Fama de Hollywood. É reconhecida como uma das melhores atrizes em atividade.
Sarandon começou sua carreira no cinema na década de 1970, no filme Joe, antes de aparecer na novela A World Apart (1970-71). Em 1975, estrelou no clássico The Rocky Horror Picture Show. Foi nomeada para o Oscar de melhor atriz por Atlantic City (1980), Thelma & Louise (1991), Lorenzo's Oil (1992) e The Client (1994), antes de vencer por Dead Man Walking (1995). Ela também ganhou o Prêmio BAFTA de melhor atriz pelo seu papel em The Client e o Prêmio Screen Actors Guild da melhor atriz por Dead Man Walking.
Ela fez sua estréia na Broadway em An Evening com Richard Nixon em 1972 e passou a receber indicações do Drama Desk Award pelas peças Off-Broadway, A Coupla White Chicks Sitting Around Talking (1979) e Extremities (1982). Sarandon voltou à Broadway no revival de 2009 de Exit the King. Na televisão ela teve 5 indicações ao Prêmio Emmy, indicações essas que incluem seus papéis como convidada em série como Friends (2001) e Malcolm in the Middle (2002), e nos telefilmes Bernard e Doris (2007) e You Don't Know Jack (2010). Em 2017, Sarandon interpretou Bette Davis na primeira temporada da antologia Feud: Bette and Joan.

## Biografia
Susan é filha de Phillip Leslie Tomalin, que tinha ascendência irlandesa, inglesa e galesa, e de Lenora Marie Criscione, uma italiana nascida em Ragusa, Sicília. Ela cresceu numa grande família católica de nove filhos. Graduou-se em 1964 pela Edison High School e estudou na Universidade Católica da América, em Washington DC, onde bacharelou-se em Artes.

## Vida pessoal
Enquanto estava na faculdade, Susan conheceu Chris Sarandon, com quem se casou em setembro de 1967. Eles se divorciaram em 1979 e ela continuou a usar "Sarandon" como seu nome artístico. Na metade dos anos 80, ela namorou o diretor italiano Franco Amurri, com quem teve uma filha, a atriz Eva Amurri. Também namorou o ator Sean Penn e o diretor Louis Malle.
Entre 1988 e 2009 Sarandon viveu com o ator Tim Robbins, a quem conheceu durante as filmagens de Bull Durham. O casal teve dois filhos: Jack Henry e Miles Guthrie. Tanto ela quanto Robbins estão envolvidos em causas políticas socialistas.  No dia 23 de dezembro de 2009, o casal anunciou sua sepação na a revista People, que foi finalizada em 2010.
Em 2003, Susan apareceu no comercial "Love is Love is Love", promovendo a aceitação da comunidade LGBT.
Em 2005, participou do Live 8, em Edimburgo, na Escócia. Em 2006, participou da cerimônia de abertura dos Jogos Olímpicos de Inverno de 2006.
Sarandon e dez de seus parentes, incluindo Tim Robbins e seu filho Miles, viajaram para Gales para obter informações sobre a genealogia galesa de sua família. A jornada foi comentada no programa da BBC de Gales Coming Home: Susan Sarandon.
Durante a última semana de 2015, entre o Natal e o Ano Novo, Sarandon participou do resgate de diversos imigrantes sírios que chegavam até a Ilha de Lesbos, na Grécia, com o objetivo de humanizar a questão imigratória. A viagem foi documentada em texto e vídeo no portal americano Huffington Post, pela organização Ryot.

## Reconhecimento
Em 2006, Sarandon recebeu a Ação Contra a Fome Prêmio Humanitário. Ela foi homenageada por seu trabalho como Embaixadora da Boa Vontade da UNICEF, um defensor de vítimas da fome e HIV/ AIDS e um porta-voz da Heifer International.
Em 2010, Sarandon foi introduzida no Salão da Fama de New Jersey.
Sarandon foi convidada para inaugurar o 44.º Festival Internacional de Cinema da Índia ( IFFI ) 2013, em Goa. Recebeu seu primeiro Oscar nomeação como Melhor Atriz por sua atuação em Atlantic City (1980). Em 1983, apareceu em Tony Scott, The Hunger, que gerou polêmica devido à cena lésbica com Catherine Deneuve. Em 1987, ela interpretou Jane em As Bruxas de Eastwick, com Jack Nicholson. Um de seus maiores sucessos comerciais vieram em 1988, quando estrelou Bull Durham, com Kevin Costner. Em 1989, co-estrelou com Marlon Brando em A Dry White Season, seguido de Palácio Branco (1990), com James Spader. No início de 1990, Sarandon recebeu mais três indicações ao Oscar por seus papéis em Thelma & Louise (1991), O Óleo de Lorenzo (1992) e O Cliente (1994). Em 1995, ganhou o prêmio de Dead Man Walking.

## Carreira
Sarandon foi a um casting para o filme Joe, em 1969, com seu então marido, Chris Sarandon. Embora ele não conseguiu uma parte, ela co-estrelou o filme, que foi lançado em 1970. Entre 1970 e 1972, apareceu nas novelas um mundo à parte e Search for Tomorrow, jogando os papéis de Patrice Kahlman e Sarah Fairbanks, respectivamente. No cinema, ela atuou em O Aprendiz e Mario Monicelli da Senhora Liberdade (ambos 1971). Ela estava no filme de TV Os Rimmers de Eldrich em 1974. Em 1974, ela co-estrelou em um remake do filme de The Front Page, e mais tarde apareceu como Anthony Perkins 'esposa negligenciada em Lovin 'Molly. Em 1975, ela estrelou como Janet no clássico cult The Rocky Horror Picture Show. Nesse mesmo ano, ela estrelou ao lado de Robert Redford em O Grande Waldo Pimenta. Em Pretty Baby (1978), Sarandon jogado Brooke Shields mãe prostituta.
Mão e pé impressões de Susan Sarandon no teatro chinês de Grauman Sarandon recebeu seu primeiro Oscar nomeação como Melhor Atriz por sua atuação em Atlantic City (1980). Em 1983, ela apareceu em Tony Scott, The Hunger, que gerou polêmica devido à sua cena lésbica amor com Catherine Deneuve. Em 1987, ela interpretou Jane em As Bruxas de Eastwick, em frente de Jack Nicholson. Um de seus maiores sucessos comerciais vieram em 1988, quando ela estrelou Bull Durham, com Kevin Costner. Em 1989 Sarandon co-estrelou com Marlon Brando em A Dry White Season, seguido pelo Palácio Branco (1990), com James Spader. No início de 1990 Sarandon recebeu mais três indicações ao Oscar por seus papéis em Thelma & Louise (1991), O Óleo de Lorenzo (1992) e O Cliente (1994). Em 1995, ela ganhou o prêmio de Dead Man Walking. Em 1994 Sarandon foi premiado com o Women in Film Award de cristal.
Performances no cinema incluem Rei dos Ciganos (1978), Tempest (1982), Compromising Positions (1985), Little Women (1994) (1994), Lado a Lado (1998), Anywhere But Here (1999), Cradle Will Rock (1999), The Banger Sisters (2002), Shall We Dance (2004), Alfie (2004), Romance & Cigarettes (2005), Elizabethtown (2005) e Enchanted (Encantada, no Brasil - 2007). Sarandon já apareceu em dois episódios de Os Simpsons, uma vez que como ela mesma ("Bart Has Two Mommies") e como professora de balé, "Homer vs. Patty e Selma". Ela apareceu em Friends, Malcolm in the Middle, Mad TV, Saturday Night Live, mostra de Chappelle, 30 Rock, Rescue Me e Mike & Molly.
Sarandon tem contribuído com narração para dois filmes dúzia de documentários, muitos dos quais tratados com questões sociais e políticas. Além disso, ela tem servido como apresentadora em muitos episódios de uma série de documentários da PBS, Independent Lens. Em 1999 e 2000, ela organizou e apresentou Mythos, uma série de palestras com o professor mitologia americana falecido Joseph Campbell. Sarandon também participa como membro do Júri para o NYICFF, a New York City Film Festival locais dedicados a exibem filmes feitos para crianças entre as idades de 3 e 18.
Sarandon entrou para o elenco da adaptação de The Lovely Bones, de frente para Rachel Weisz, e apareceu com sua filha, Eva Amurri, em Middle of Nowhere; ambos os filmes foram feitos em 2007. Em junho de 2010 Sarandon se juntou ao elenco da HBO piloto The Year Milagrosa, como Patty Atwood, um diretor Broadway / coreógrafo. However, the series was not picked up. No entanto, a série não foi pego.Em 2012, o desempenho do audiobook Sarandon de Carson McCullers ' Os Estados do casamento foi lançado em Audible.com. Sarandon foi o ator de voz para o personagem de Granny Rags, uma velha senhora excêntrica e sinistro, na discrição / ação videogame Dishonored, lançado em 2012.

## Biografia
Enquanto estava na faculdade, ela conheceu seu colega Chris Sarandon eo casal se casou em 16 de setembro de 1967. Eles se divorciaram em 1979, mas ela manteve o sobrenome Sarandon como seu nome artístico. Em seguida, ela teve um relacionamento com Louis Malle, que a dirigiu em Pretty Baby e Atlantic City. Sarandon teve um relacionamento com o músico David Bowie na época em que eles trabalharam juntos no filme The Hunger (1983), que ela descreve como "um período muito interessante."  Em meados dos anos 80, Sarandon namorou o cineasta italiano Franco Amurri, e deu à luz sua a filha, a atriz Eva Amurri, em 15 de março de 1985. Entre 1988 e 2009 Sarandon esteve em um relacionamento com o ator Tim Robbins, a quem ela conheceu enquanto eles estavam filmando Bull Durham. Eles têm dois filhos - Jack Henry (nascido em 15 de maio de 1989) e Miles Guthrie (nascido em 4 de maio de 1992).
Em 2006 Sarandon e dez parentes, incluindo seu então parceiro, Tim Robbins, e seu filho, Miles, viajou para o País de Gales para traçar a genealogia de sua família Welsh. Sua jornada foi documentada pela BBC Wales programa, Coming Home: Susan Sarandon. Grande parte da mesma pesquisa e conteúdo foi destaque na versão americana do Who Do You Think You Are?. Ela também recebeu o prêmio "Ragusani mondo nel", em 2006; suas raízes sicilianas estão em Ragusa, Itália. Sarandon é o co-proprietário do New York clube de ténis de mesa de rotação, e seu Toronto SPiN ramo Toronto.
Sarandon separou-se de seu parceiro de longa data, Robbins, em 2009, e esteve em um relacionamento com Jonathan Bricklin (nascido em 13 de maio de 1977), filho de Malcolm. Eles eram sócios nos lounges SPiN de pingue-pongue e se conheceram numa viagem para o Chile no início de 2010.

### Visões políticas e ativismo

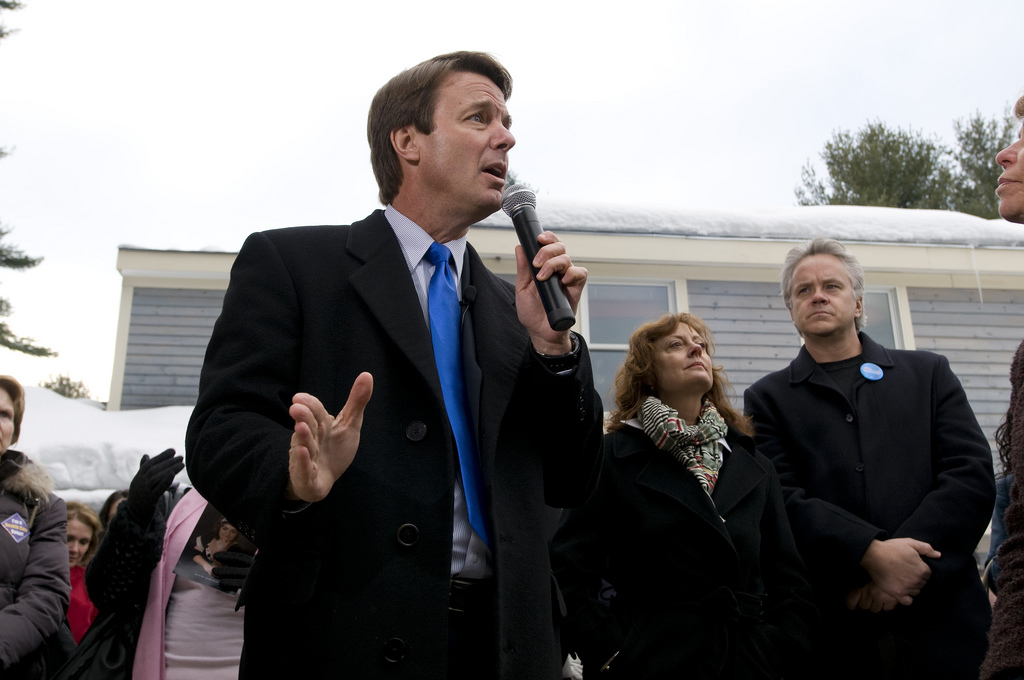
Sarandon e Tim Robbins apoiando a campanha de John Edwards a presidência em 2008.

Sarandon é conhecida por seu apoio ativo a causas políticas progressistas e liberais, variando de doações a organizações até a participação em uma delegação de 1983 na Nicarágua patrocinada pelo MADRE, uma organização que promove " justiça social, ambiental e econômica." Em 1999, foi nomeada Embaixadora da Boa Vontade da UNICEF. Nessa função, ela tem apoiado ativamente a defesa global da organização, bem como o trabalho do Comitê Canadense da UNICEF.
Sarandon e Tim Robbins tomaram uma posição inicial contra a invasão do Iraque em 2003, com Sarandon afirmando que ela estava firmemente contra a guerra como um ataque preventivo. Sarandon foi um dos primeiros famosos a aparecer em uma série de anúncios políticos patrocinados pela TrueMajority, uma organização criada pelo fundador da Ben & Jerry's Ice Cream, Ben Cohen. Juntamente com a ativista anti-guerra Cindy Sheehan, Sarandon participou de um protesto de 2006 no Dia das Mães, patrocinado pela Code Pink. Em janeiro de 2007, ela apareceu com Robbins e Jane Fonda em uma manifestação anti-guerra em Washington, DC, em apoio a uma medida do Congresso para retirar as forças dos EUA do Iraque.
Em 1995, Sarandon foi um dos muitos atores, diretores e escritores de Hollywood entrevistados para o documentário The Celluloid Closet, que analisou como os filmes de Hollywood retratam a homossexualidade. Sarandon e Robbins apareceram na Convenção da Sombra de 2000 em Los Angeles para falar sobre os infratores da legislação antidrogas sendo punidos indevidamente. Sarandon tornou-se um defensor para acabar com a pena de morte e o encarceramento em massa. Em 28 de Junho de 2018, Sarandon foi presa durante protestos, junto com 575 outras pessoas, para protestar contra as políticas de separação e anti-migrantes de Donald Trump.

## Filmografia

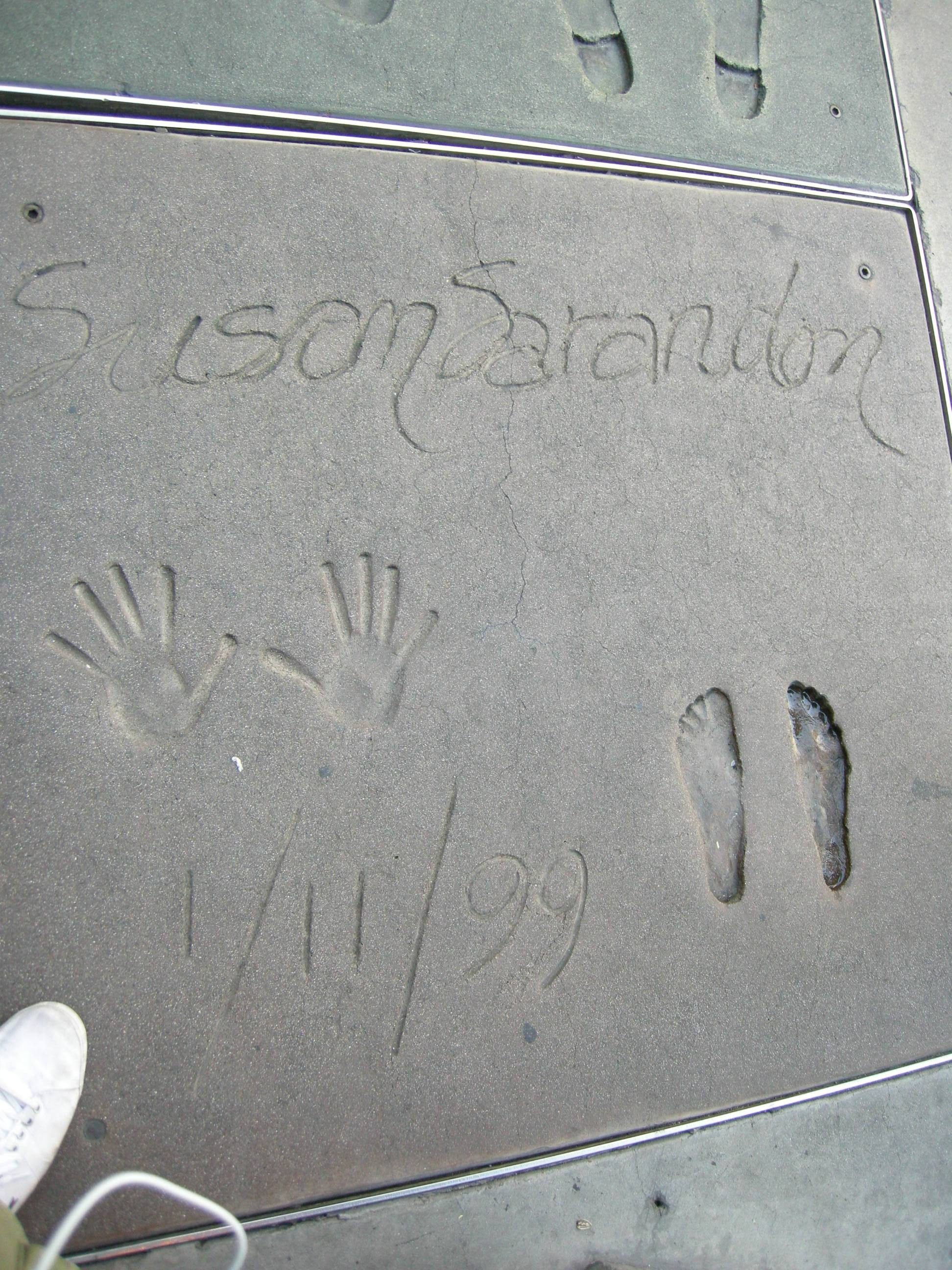
Pegadas e impressões de mãos de Sarandon no Grauman's Chinese Theatre.

| Ano  | Titulo                                | Personagem                                        | Notas      |
| ---- | ------------------------------------- | ------------------------------------------------- | ---------- |
| 1970 | Joe                                   | Melissa Compton                                   |            |
| 1971 | Lady Liberty                          | Sally                                             |            |
| 1971 | Fleur bleue                           | Elizabeth Hawkins                                 |            |
| 1974 | Lovin' Molly                          | Sarah                                             |            |
| 1974 | The Front Page                        | Peggy Grant                                       |            |
| 1975 | The Great Waldo Pepper                | Mary Beth                                         |            |
| 1975 | The Rocky Horror Picture Show         | Janet Margaret Weiss                              |            |
| 1976 | One Summer Love                       | Chloe                                             |            |
| 1977 | Checkered Flag or Crash               | C.C. Wainwright                                   |            |
| 1977 | The Other Side of Midnight            | Catherine Alexander Douglas                       |            |
| 1977 | The Great Smokey Roadblock            | Ginny                                             |            |
| 1978 | Pretty Baby                           | Hattie                                            |            |
| 1978 | King of the Gypsies                   | Rose                                              |            |
| 1979 | Something Short of Paradise           | Madeline Ross                                     |            |
| 1980 | Atlantic City                         | Sally Matthews                                    |            |
| 1980 | Loving Couples                        | Stephanie                                         |            |
| 1982 | Tempest                               | Aretha Tomalin                                    |            |
| 1983 | The Hunger                            | Dr. Sarah Roberts                                 |            |
| 1984 | The Buddy System                      | Emily                                             |            |
| 1985 | Compromising Positions                | Judith Singer                                     |            |
| 1987 | The Witches of Eastwick               | Jane Spofford                                     |            |
| 1988 | Bull Durham                           | Annie Savoy                                       |            |
| 1988 | Sweet Hearts Dance                    | Sandra Boon                                       |            |
| 1989 | The January Man                       | Christine Starkey                                 |            |
| 1989 | A Dry White Season                    | Melanie Bruwer                                    |            |
| 1990 | White Palace                          | Nora Baker                                        |            |
| 1991 | Thelma & Louise                       | Louise Elizabeth Sawyer                           |            |
| 1992 | The Player                            | Ela mesma                                         |            |
| 1992 | Light Sleeper                         | Ann                                               |            |
| 1992 | Bob Roberts                           | Tawna Titan                                       |            |
| 1992 | Lorenzo's Oil                         | Michaela Odone                                    |            |
| 1994 | The Client                            | Regina 'Reggie' Love                              |            |
| 1994 | Little Women (1994)                   | Margaret 'Marmee' March                           |            |
| 1994 | Safe Passage                          | Margaret 'Mag' Singer                             |            |
| 1995 | Dead Man Walking                      | Helen Prejean                                     |            |
| 1996 | James and the Giant Peach             | Miss Spider                                       |            |
| 1998 | Twilight                              | Catherine Ames                                    |            |
| 1998 | Illuminata                            | Calimene                                          |            |
| 1998 | Stepmom                               | Jackie Harrison                                   |            |
| 1999 | Our Friend, Martin                    | Mrs. Clark                                        |            |
| 1999 | Cradle Will Rock                      | Margherita Sarfatti                               |            |
| 1999 | Anywhere but Here                     | Adele August                                      |            |
| 2000 | Joe Gould's Secret                    | Alice Neel                                        |            |
| 2000 | Rugrats in Paris: The Movie           | Coco LaBouche                                     |            |
| 2001 | Cats & Dogs                           | Ivy                                               |            |
| 2001 | Goodnight Moon                        |                                                   |            |
| 2002 | Igby Goes Down                        | Mimi Slocumb                                      |            |
| 2002 | The Banger Sisters                    | Lavinia Kingsley                                  |            |
| 2002 | Moonlight Mile                        | Jojo Floss                                        |            |
| 2002 | Little Miss Spider                    |                                                   |            |
| 2004 | Noel                                  | Rose Collins                                      |            |
| 2004 | Jiminy Glick in Lalawood              | Ela mesma                                         | Cameo      |
| 2004 | Shall We Dance?                       | Beverly Clark                                     |            |
| 2004 | Alfie                                 | Liz                                               |            |
| 2005 | Elizabethtown                         | Hollie Baylor                                     |            |
| 2005 | Romance & Cigarettes                  | Kitty                                             |            |
| 2006 | Irresistible                          | Sophie                                            |            |
| 2007 | Mr. Woodcock                          | Beverly Farley                                    |            |
| 2007 | In the Valley of Elah                 | Joan Deerfield                                    |            |
| 2007 | Enchanted                             | Narissa                                           |            |
| 2007 | Emotional Arithmetic                  | Melanie Lansing Winters                           |            |
| 2008 | Speed Racer                           | Mom Racer                                         |            |
| 2008 | Middle of Nowhere                     | Rhonda Berry                                      |            |
| 2009 | The Greatest                          | Grace Brewer                                      |            |
| 2009 | Leaves of Grass                       | Daisy Kincaid                                     |            |
| 2009 | Solitary Man                          | Nancy                                             |            |
| 2009 | The Lovely Bones                      | Grandma Lynn                                      |            |
| 2010 | You Don't Know Jack                   | Janet Good                                        |            |
| 2010 | Wall Street: Money Never Sleeps       | Sylvia Moore                                      |            |
| 2010 | Peacock                               | Fanny Crill                                       |            |
| 2012 | Jeff, Who Lives at Home               | Sharon Thompkins                                  |            |
| 2012 | Robot & Frank                         | Jennifer                                          |            |
| 2012 | That's My Boy                         | Mary McGarricle                                   |            |
| 2012 | Arbitrage                             | Ellen Miller                                      |            |
| 2012 | Cloud Atlas                           | Madame Horrox / Ursula / Yusouf Suleiman / Abbess |            |
| 2013 | Snitch                                | Joanne Keeghan                                    |            |
| 2013 | Irwin & Fran                          |                                                   |            |
| 2013 | The Big Wedding                       | Bebe McBride                                      |            |
| 2013 | The Last of Robin Hood                | Florence Aadland                                  |            |
| 2013 | Still of Night                        |                                                   |            |
| 2014 | Tammy                                 | Pearl                                             |            |
| 2014 | Ping Pong Summer                      | Randy Jammer                                      |            |
| 2014 | Hell & Back                           | Angel                                             | Voz        |
| 2014 | The Calling                           | Hazel Micallief                                   |            |
| 2014 | Tammy                                 | Pearl Balzen                                      |            |
| 2015 | The Secret Life of Marilyn Monroe     | Gladys Mortenson                                  | Tele-série |
| 2016 | Mother's Day                          | Millie                                            |            |
| 2016 | Three Generations                     | Dolly                                             |            |
| 2016 | The Meddler                           | Detective Dottie Wheel                            |            |
| 2016 | Spark                                 | Bananny                                           |            |
| 2016 | Whatever Makes You Happy              | Dr. Sylvia Mansfield                              |            |
| 2017 | A Bad Moms Christmas                  | Isis                                              |            |
| 2017 | Feud                                  | Bette Davis                                       | Telessérie |
| 2018 | The Death and Life of John F. Donovan | Grace Donovan                                     |            |
| 2019 | The Jesus Rolls                       | Jean                                              |            |
| 2019 | Blackbird (filme de 2019)             | Lily                                              |            |

## Prêmios e indicações[12][53]
Sarandon recebeu o Lifetime Achievement Award no Festival Internacional de Cinema de Estocolmo de 2009, foi introduzido no New Jersey Hall of Fame em 2010,  e recebeu o prêmio Outstanding Artistic Life por sua contribuição para o cinema mundial no Shanghai International Film Festival 2011.  Em 2013, ela foi convidada para inaugurar o 44º Festival Internacional de Cinema da Índia (IFFI) em Goa. Em 2015, Sarandon recebeu o prêmio internacional Goldene Kamera.

### Oscar
| Ano  | Categoria              | Filme            | Resultado | Ganhadora                               |
| ---- | ---------------------- | ---------------- | --------- | --------------------------------------- |
| 1981 | Melhor Atriz Principal | Atlantic City    | Indicado  | Katharine Hepburn (On Golden Pond)      |
| 1991 | Melhor Atriz Principal | Thelma & Louise  | Indicado  | Jodie Foster (The Silence of the Lambs) |
| 1992 | Melhor Atriz Principal | Lorenzo's Oil    | Indicado  | Emma Thompson (Howards End)             |
| 1994 | Melhor Atriz Principal | The Client       | Indicado  | Jessica Lange (Blue Sky)                |
| 1995 | Melhor Atriz Principal | Dead Man Walking | Venceu    | —                                       |

### BAFTA
| Ano  | Categoria              | Filme           | Resultado | Ganhadora                               |
| ---- | ---------------------- | --------------- | --------- | --------------------------------------- |
| 1991 |                        | Thelma & Louise | Indicado  | Jodie Foster (The Silence of the Lambs) |
| 1994 | Melhor Atriz Principal | The Client      | Venceu    | —                                       |

### Globo de Ouro
| Ano  | Categoria                         | Filme            | Resultado | Ganhadora                               |
| ---- | --------------------------------- | ---------------- | --------- | --------------------------------------- |
| 1988 | Melhor Atriz - Comédia ou Musical | Bull Durham      | Indicado  | Melanie Griffith (Working Girl)         |
| 1990 | Melhor Atriz - Dráma              | White Palace     | Indicado  | Kathy Bates (Misery)                    |
| 1991 | Melhor Atriz - Dráma              | Thelma & Louise  | Indicado  | Jodie Foster (The Silence of the Lambs) |
| 1992 | Melhor Atriz - Dráma              | Lorenzo's Oil    | Indicado  | Emma Thompson (Howards End)             |
| 1995 | Melhor Atriz - Dráma              | Dead Man Walking | Indicado  | Sharon Stone (Casino)                   |
| 1998 | Melhor Atriz - Dráma              | Stepmom          | Indicado  | Cate Blanchett (Elizabeth)              |
| 2002 | Melhor Atriz - Coadjuvante        | Igby Goes Down   | Indicado  | Meryl Streep (Adaptation.)              |

### Screen Actors Guild
| Ano  | Categoria              | Filme            | Resultado |
| ---- | ---------------------- | ---------------- | --------- |
| 1994 | Melhor Atriz Principal | The Client       | Indicado  |
| 1995 | Melhor Atriz Principal | Dead Man Walking | Venceu    |

### Emmy Awards
| Ano  | Categoria                                        | Filme                 | Resultado | Ganhadora                               |
| ---- | ------------------------------------------------ | --------------------- | --------- | --------------------------------------- |
| 2001 | Melhor Atriz Convidada em Série de Comédia.      | Friends               | Indicado  | Jean Smart (Frasier)                    |
| 2002 | Outstanding Special Class Series (Daytime Emmys) | Cool Women in History | Indicado  |                                         |
| 2002 | Melhor Atriz em Comédia ou Musical               | Malcolm in the Middle | Indicado  | Cloris Leachman (Malcolm in the Middle) |
| 2008 | Melhor Atriz em Mini-série ou Tele-filme         | Bernard and Doris     | Indicado  | Laura Linney (John Adams)               |
| 2010 | Melhor Atriz em Mini-série ou Tele-filme         | You Don't Know Jack   | Indicado  | Julia Ormond (Temple Grandin)           |
| 2017 | Melhor Atriz em Mini-série ou Tele-filme         | Feud                  | Indicado  | Nicole Kidman (Big Little Lies)         |

### Golden Globe Awards
| Ano  | Categoria                                | Filme             | Resultado | Ganhadora                       |
| ---- | ---------------------------------------- | ----------------- | --------- | ------------------------------- |
| 2008 | Melhor Atriz em Mini-série ou Tele-filme | Bernard and Doris | Indicado  | Laura Linney (John Adams)       |
| 2018 | Melhor Atriz em Mini-série ou Tele-filme | Feud              | Indicado  | Nicole Kidman (Big Little Lies) |

### Screen Actors Guild
| Ano  | Categoria                                | Filme               | Resultado | Ganhadora                       |
| ---- | ---------------------------------------- | ------------------- | --------- | ------------------------------- |
| 2008 | Melhor Atriz em Mini-série ou Tele-filme | Bernard and Doris   | Indicado  | Laura Linney (John Adams)       |
| 2011 | Melhor Atriz em Mini-série ou Tele-filme | You Don't Know Jack | Indicado  | Claire Danes (Temple Grandin)   |
| 2018 | Melhor Atriz em Mini-série ou Tele-filme | Feud                | Indicado  | Nicole Kidman (Big Little Lies) |